# East Lyme
East Lyme ist eine Gemeinde im New London County im US-Bundesstaat Connecticut, Vereinigte Staaten, mit 18.693 Einwohnern (Stand: 2020). Das Ortsgebiet hat eine Größe von 108,7 km².
East Lyme ist der Geburtsort des Radrennfahrers Tom Danielson.